# Naicho
La Naicho (acrónimo de Naikaku Joho Chosashitsu, Oficina de Inteligencia e Investigación del Gabinete) es el principal servicio de inteligencia de Japón. Tal y como su nombre indica, depende del Gabinete, e informa directamente al primer ministro. La Naicho cuenta con unos ochenta empleados, cuyas actividades son secretas. No obstante, algunas voces críticas la acusan de ser ineficaz, alegando que sus miembros se dedican simplemente a traducir artículos e información oficial proveniente del extranjero, y no a auténticas labores de inteligencia. También se ha alegado que esta agencia se dedica a la vigilancia de activistas.
- Datos: Q1358063
- Multimedia: Cabinet Intelligence and Research Office / Q1358063